# Total dézordre
 (mai 2023).
Total dézordre est un groupe de punk rock français, originaire d'Ugine, en Savoie, et actif depuis en 2008.

## Biographie
En 2008, un local de répétition est disponible à Ugine, deux fans de street punk et oi! décident de monter un groupe « guitare – chant – boite à rythme » avec textes engagés en français, mêlant convictions et engagement sur des riffs punk 'n' roll. Ils sont rejoints par la suite par un batteur et un bassiste. 
La formation évolue plusieurs fois au cours des années suivantes jusqu'à l'enregistrement de leur premier EP auto-produit qui leur permet de faire des concerts dans des bars ou des squats en première partie de groupes comme Peter and the Test Tube Babies, Charge 69, et Ordures Ioniques.
C'est en 2021 que Total dézordre sort son premier album : Tout finira bien par rentrer dans le dézordre, et continue les concerts au côté des Sheriff, Darcy ou Les Sales Majestés.